# Sami Bouajila
Sami Bouajila, född  12 maj 1966 i Échirolles i Isère, är en fransk skådespelare av tunisisk härkomst.
Vid Filmfestivalen i Cannes 2006 utsågs han till Bästa manliga skådespelare för sin roll i Infödd soldat (2006). Utmärkelsen delades med Jamel Debbouze, Samy Naceri, Roschdy Zem och Bernard Blancan. Boujila vann 2008 en César du cinéma i kategorin Bästa manliga biroll för  Les témoins (2007) och 2012 nominerades han till Bästa manliga skådespelare för sin rolltolkning av Omar Raddad i Omar dödade mig.

## Filmografi i urval
- 1994 – Tystnadens palats
- 1995 – Bye-Bye
- 1998 – Belägringen
- 1999 – Våra lyckliga liv
- 2000 – Ett fritt land!
- 2002 – Operation Fritagning
- 2006 – Infödd soldat
- 2006 – Le Concile de Pierre
- 2007 – Les Témoins
- 2009 – London River
- 2009 – Inner Circle
- 2010 – Outside the Law
- 2010 – Vackra lögner
- 2011 – Carré blanc
- 2011 – Omar dödade mig
- 2016 – Rånarna
- 2024 – The Crow